# Іванов В'ячеслав В'ячеславович
В'ячеслав В'ячеславович Іванов (нар. 31 грудня 1987, Маріуполь, Донецька область, УРСР) — український футболіст, півзахисник.

## Життєпис
Вихованець донецького «Шахтаря». З 2004 року перебував на контракті з донецьким клубом. Через величезну конкуренцію в першій команді не зіграв жодного офіційного поєдинку. Натомість виступав за молодіжний склад «гірників», за який відіграв 13 матчів та відзначився 2-а голами. У професіональному футболі дебютував у футболці «Шахтаря-2» дебютував 5 вересня 2004 року в програному (2:3) домашньому поєдинку 6-о туру Першої ліги проти стрийського «Газовика-Скали». В'ячеслав вийшов на поле на 66-й хвилині, замінивши Ігоря Цигирлаша. У футболці другої команди гірників у 2004 році зіграв 2 матчі, ще 2 матчі провів за третю команду «Шахтаря» у Другій лізі у весняно-літній частині сезону 2004/05 років.
Напередодні початку сезону 2005/06 років перейшов у маріупольський «Іллічівець». Провів у команді два сезони, але, як і в «Шахтарі», за першу команду не виступав. Натомість за дубль маріупольського клубу провів 14 поєдинків. Окрім цього виступав за фарм-клуб маріупольців, «Іллічівець-2». Дебютував за другу команду «Іллічівця» 6 серпня 2005 року в переможному (3:0) домашньому поєдинку 1-о туру групи В Другої ліги проти черкаського «Дніпра». Іванов вийшов на поле на 63-й хвилині, замінивши В'ячеслава Гаді, а на 73-й хвилині отримав червону картку й достроково завершив поєдинок. За «Іллічівець-2» у Другій лізі відіграв 17 матчів. 
Напередодні старту сезону 2009/10 років перейшов у «Кремінь». Дебютував за кременчуцьку команду 25 липня 2009 року в нічийному (1:1) виїзному поєдинку 1-о туру групи Б Другої ліги проти ФК «Сум». В'ячеслав вийшов на поле на 60-й хвилині, замінивши Сергія Степанчука. У футболці «Кременя» відіграв 9 матчів у Другій лізі. Потім виступав за маріупольський «Портовик» (2011) та осипенківський «Агро-Осипенко» (6 матчів, 2013 рік). 

## Статистика виступів

### Клубна
Станом на 3 квітня 2010
| Клуб            | Сезон   | Ліга  | Ліга | Кубок | Кубок | Загалом | Загалом |
| Клуб            | Сезон   | Матчі | Голи | Матчі | Голи  | Матчі   | Голи    |
| --------------- | ------- | ----- | ---- | ----- | ----- | ------- | ------- |
| «Шахтар-2»      | 2004–05 | 2     | 0    | 0     | 0     | 2       | 0       |
| «Шахтар-2»      | Загалом | 2     | 0    | 0     | 0     | 2       | 0       |
| «Шахтар-3»      | 2004–05 | 2     | 0    | 0     | 0     | 2       | 0       |
| «Шахтар-3»      | Загалом | 2     | 0    | 0     | 0     | 2       | 0       |
| Шахтар U-21     | 2004–05 | 13    | 2    | 0     | 0     | 13      | 2       |
| Шахтар U-21     | Загалом | 13    | 2    | 0     | 0     | 13      | 2       |
| Іллічівець U-21 | 2005–06 | 10    | 0    | 0     | 0     | 10      | 0       |
| Іллічівець U-21 | Загалом | 10    | 0    | 0     | 0     | 10      | 0       |
| «Іллічівець-2»  | 2005–06 | 9     | 0    | 0     | 0     | 9       | 0       |
| «Іллічівець-2»  | 2007–08 | 8     | 0    | 0     | 0     | 8       | 0       |
| «Іллічівець-2»  | Загалом | 17    | 0    | 0     | 0     | 17      | 0       |
| Іллічівець U-21 | 2008–09 | 4     | 0    | 0     | 0     | 4       | 0       |
| Іллічівець U-21 | Загалом | 4     | 0    | 0     | 0     | 4       | 0       |
| «Кремінь»       | 2009–10 | 9     | 0    | 0     | 0     | 9       | 0       |
| «Кремінь»       | Total   | 9     | 0    | 0     | 0     | 9       | 0       |
| Кар'єра         | Загалом | 57    | 2    | 0     | 0     | 57      | 2       |